# MOS Technology 6510

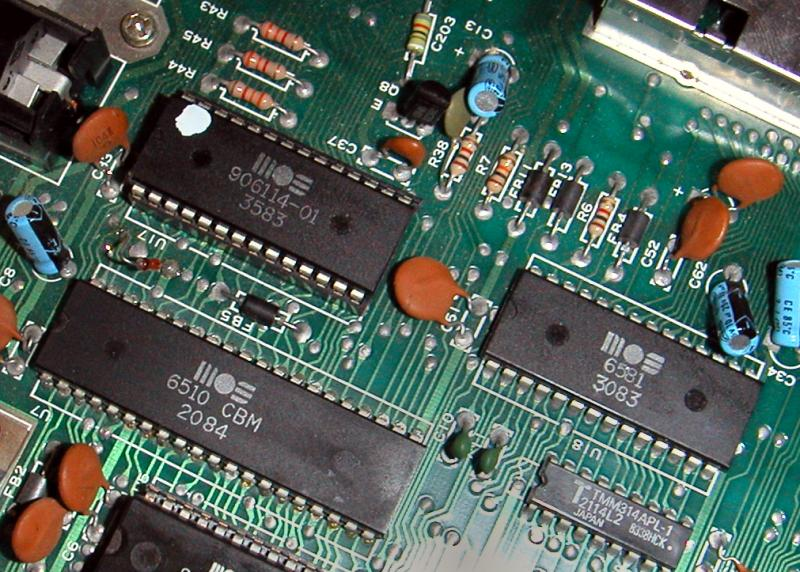
Процессор на плате компьютера Commodore 64

MOS Technology 6510 — микропроцессор, разработанный компанией MOS Technology. Является модификацией очень успешного процессора 6502.
Основным изменением стало добавление двух 8-разрядных портов ввода-вывода общего назначения. Однако, в наиболее распространённых вариантах 6510 доступно только шесть внешних линий ввода-вывода. Помимо этого, шина адреса могла переводиться в высокоимпедансное состояние.
Процессор получил наибольшее распространение в домашнем компьютере Commodore 64, а также использовался в его портативной версии, SX-64. В этих компьютерах дополнительные линии ввода-вывода использовались для управления картой памяти, а также (только в C64) для управления мотором внешнего накопителя на магнитной ленте, Datasette. Записью определённого значения по адресу $01 было возможно подключить 64 КБ доступного ОЗУ во всё адресное пространство процессора, исключив из него ПЗУ и порты устройств.

## Версии

Назначение выводов наиболее распространённого варианта 6510

### MOS 8500
В 1985 году компания MOS выпустила микросхему 8500, HMOS-версию процессора 6510. Помимо смены технологического процесса, она не имела других отличий. Этот вариант изначально предназначался для Commodore 64C, модернизированной версии оригинального компьютера. Однако, в 1985 году он ограниченно применялся при выпуске обычной версии Commodore 64. Официальный дебют микросхемы произошёл в 1987 году, с появлением новой платы компьютера, использующей HMOS-версии микросхем «чипсета» (85xx).

### MOS 7501/8501
Вариант с обозначением 7501/8501 применялся в компьютерах Commodore C16, C116 и Plus/4. Все перечисленные варианты были полностью совместимы с оригинальным процессором 6510, включая недокументированные команды.

### MOS 8502
В компьютере Commodore 128 применялся процессор MOS Technology 8502, являющийся модификацией 6510, способной работать на частоте 2 МГц. Он имел отличия в действии некоторых недокументированных команд.

### MOS 6510T
В дисководе Commodore 1551 использовался вариант 6510T. Он имел 8 линий ввода-вывода. Две дополнительные линии заменили сигналы NMI и RDY, недоступные в этой версии процессора.